# Wydawnictwo (publikacja)
Wydawnictwo, publikacja – pozycja drukowana (książka, czasopismo) bądź elektroniczna (e-book), także publikacja muzyczna (płyta, singiel) oraz dokument kartograficzny (mapa, plan). Może być zamówiona przez wydawcę, ale też publikowana nakładem własnym autora. Dłuższe publikacje tekstowe drukowane zazwyczaj ujęte są w formę kodeksu.
Każde wydanie książki otrzymuje swój unikatowy kod ISBN, wydawnictwom ciągłym tradycyjnym oraz elektronicznym podporządkowany jest kod ISSN, a publikacjom audio-wizualnym numer ISAN.

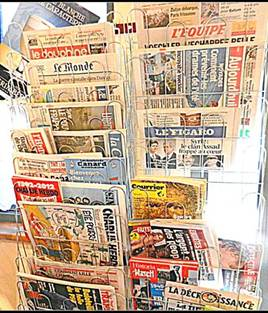
Wydawnictwa ciągłe – czasopisma we Francji 19 lipca 2012

## Rodzaje wydawnictw (główny podział)
Publikacje dzielą się na dwie główne kategorie: wydawnictwa zwarte i wydawnictwa ciągłe.
- Wydawnictwo ciągłe – publikacja o nieplanowanym z góry zakończeniu, periodyk, czasopismo, gazeta, kolejny zeszyt lub tom stanowiące kontynuację tematyki o wspólnym tytule, numerowane lub co najmniej datowane.
  - Wydawnictwo seryjne – odmiana wydawnictwa ciągłego, ale o indywidualnych tytułach, tematyce poszczególnych wydań, wydawana nieregularnie. Cechy wspólne wydań to jednolity format, szata i znak graficzny, tytuł główny, numeracja.

Wydawnictwem seryjnym są m.in. serie komiksowe wydawane w pojedynczych zeszytach, jak Spider-Man (Marvel Comics), czy książeczki dla dzieci, np. seria Martynka wydawnictwa Papilon, bądź niegdyś popularna polska seria „Z tygrysem” wydawnictwa MON.
- Wydawnictwo zwarte – wydawnictwo nieperiodyczne, publikowane jako całość w jednej części lub w kilku częściach (wydanych jednocześnie lub niejednocześnie[3]) – np. powieść, tomik wierszy, album lub publikacja wydana w tomach (encyklopedia).

## Typy publikacji tekstowej

### Pod względem materiału
- książka;
- biuletyn;
- broszura;
- ulotka;
- gazeta;
- czasopismo;
- pamflet.

### Pod względem treści
- monografia – praca naukowa jednego autora;
- wydanie zbiorcze – posiadające kilku autorów oraz co najmniej jednego redaktora naukowego;
- manifest – religijny bądź polityczny, zazwyczaj rozprowadzany za darmo dla pozyskania większego grona odbiorców;
- broszura informacyjna – reklamująca produkt bądź usługi, również rozdawana za darmo, w formie broszury albo ulotki.

## Cechy danej publikacji drukowanej
- określony typ oprawy;
- określona liczba stron wydania;
- określona kolorystyka (np. czarno-biała);
- określony poziom edytorski (np. wydanie bibliofilskie);
- określone przeznaczenie (np. edycja popularnonaukowa);
- określony nakład (np. wysokonakładowa);
- określony dostęp (np. debetowa);

## Proces produkcji publikacji (skrócony)[4]
- Opracowanie merytoryczne materiałów od autora: redakcja, adiustacja, korekta.
- Przesłanie gotowego tekstu z wytycznymi projektu do projektanta.
- Przygotowanie makiety, łamanie i kolejne korekty (dwie).
- Wydruk próbny (proof), wprowadzenie ewentualnych poprawek.
- Druk składu i obwoluty, introligatornia.
- Przekazanie egzemplarza sygnalnego.
- Gotowe publikacje trafiają do hurtowni, stamtąd do punktów sprzedaży.